# Alexej Pludek
Alexej Pludek (* 29. Januar 1923 in Prostějov; † 7. September 2002 in Prag) war ein tschechischer Schriftsteller und Politiker.

## Leben
Pludek studierte bis 1951 Ökonomie an der Politischen und Sozialen Hochschule. Das zweite Mal legte er seine Prüfungen 1966 an der Ökonomischen Hochschule in Prag ab. Vor der Samtenen Revolution gehörte er zu Persönlichkeiten der Kultur, die eng mit dem kommunistischen Regime verbunden waren. Nach 1989 engagierte er sich in der nationalistischen Bewegung.
1992 wurde er als Abgeordneter der linksorientierten kommunistischen Koalition Levý blok (Der Linke Block) in die Föderalversammlung gewählt. 1996 kandidierte er für den Senat des Parlaments der Tschechischen Republik. Einer seiner Vorschläge als Politiker war die Senkung des Kindergeldes für „anpassungsunfähige“ Familien.

## Werke
Neben historischen Romanen schrieb er seit 1959 Kinder- und Jugendliteratur, Science-Fiction-Romane und ein Drehbuch.

## In deutscher Sprache
- Der Untergang der Atlantis (1989) – Letzter Teil einer Trilogie. Phantastischer Roman über den Untergang der Atlantis, deren Ursache der moralische Verfall war, repräsentiert durch eine Gruppe von Händlern.
- Carolus Quartus, Romanorum imperator et Boemie rex (1978)
- Teichheger Mares schöpft Verdacht (1968)
- Das Zauberfederchen (1962)
- Ratgeber der Radschas (1975) – historischer Roman aus Indien.

## Filmografie
- V ulici je starý krám (1955) (FAMU)

Siehe auch: Liste tschechischer Schriftsteller